# Municipio de Brecknock (condado de Berks)
El municipio de Brecknock (en inglés: Brecknock Township) es un municipio ubicado en el condado de Berks en el estado estadounidense de Pensilvania. En el año 2000 tenía una población de 4.459 habitantes y una densidad poblacional de 96.5 personas por km².

## Geografía
El municipio de Brecknock se encuentra ubicado en las coordenadas 40°15′15″N 76°00′29″O / 40.25417, -76.00806.

## Demografía
Según la Oficina del Censo en 2000 los ingresos medios por hogar en la localidad eran de $65,903 y los ingresos medios por familia eran $79,143. Los hombres tenían unos ingresos medios de $46,495 frente a los $27,307 para las mujeres. La renta per cápita para la localidad era de $42,712. Alrededor del 2,7% de la población estaban por debajo del umbral de pobreza.